# USS Chatham (AK-169)
El USS Chatham (AK-169) fue un buque de carga de la clase Alamosa encargado por la Armada de los Estados Unidos para prestar servicio en la Segunda Guerra Mundial. Su misión era transportar tropas, bienes y equipos a lugares de la zona de guerra.

## Hundimiento
Fue vendido en 1963 a Bahamas Line, Panamá, y rebautizado como Lincoln Express. Se partió en dos y se hundió el 15 de diciembre de 1972, en medio de un mal tiempo al oeste de San Juan, Puerto Rico, con una carga de yeso. Todos menos uno de sus tripulantes fueron rescatados por el buque de boyas Sagebrush de la Guardia Costera de los Estados Unidos.